# Aéroport de Rabil
Ne doit pas être confondu avec Aéroport international de Boa Vista.
L'aéroport de Rabil (code IATA : BVC • code OACI : GVBA) est un aéroport du Cap-Vert situé sur l'île de Boa Vista, elle-même située dans le groupe des îles de Barlavento, au sud de l'île de Sal.

## Situation
| \| 20 km1:2 718 000 \| Maio Preguiça São Filipe Boa Vista · Rabil‎ Sal · A.-Cabral São Vicente · C.-Évora Praia |
| 20 km1:2 718 000                                                                                               |

## Trafic passager
Pour des raisons techniques, il est temporairement impossible d'afficher le graphique qui aurait dû être présenté ici.

Voir la requête brute et les sources sur Wikidata.

## Compagnies et destinations
| Compagnies                       | Destinations                                                                                                  |
| -------------------------------- | --- |
| Binter CV                        | Praia, Sal-A. Cabral                                                                                          |
| Brussels Airlines                | En saison : Bruxelles-National                                                                                |
| Cabo Verde Express               | Sal-A. Cabral                                                                                                 |
| Luxair                           | En saison : Luxembourg-Findel                                                                                 |
| Neos                             | Bologne-Borgo Panigale, Milan-Malpensa, Rome Léonard-de-Vinci/Fiumicino, Vérone - Villafranca                 |
| TAP Air Portugal                 | Lisbonne-H. Delgado                                                                                           |
| Thomas Cook Airlines Scandinavia | Charter : Stockholm-Arlanda                                                                                   |
| Travel Service                   | Charter : Prague-Václav-Havel, Vienne-Schwechat                                                               |
| Travel Service Slovakia          | Charter : Bratislava-M. R. Štefánik                                                                           |
| Transavia                        | En saison : Amsterdam                                                                                         |
| Transavia France                 | En saison : Paris-Orly                                                                                        |
| TUI Airways                      | Birmingham, Londres-Gatwick, Manchester                                                                       |
| TUI fly Belgium                  | Bruxelles-National                                                                                            |
| TUI fly Deutschland              | Cologne/Bonn-K. Adenauer, Düsseldorf, Francfort, Hambourg-H.-Schmidt, Hanovre, Munich-F. J. Strauß, Stuttgart |
| TUI fly Netherlands              | Amsterdam |
| TUI fly Nordic                   | Charter : Copenhague-Kastrup, Oslo-Gardermoen, Stockholm-Arlanda                                              |

Édité le 02/07/2018